# Artannes-sur-Indre
Artannes-sur-Indre is een gemeente in het Franse departement Indre-et-Loire (regio Centre-Val de Loire). De plaats maakt deel uit van het arrondissement Tours. Artannes-sur-Indre telde op 1 januari 2022 2.782 inwoners.

## Geografie
De oppervlakte van Artannes-sur-Indre bedroeg op 1 januari 2022 20,97 vierkante kilometer; de bevolkingsdichtheid was toen 132,7 inwoners per km².

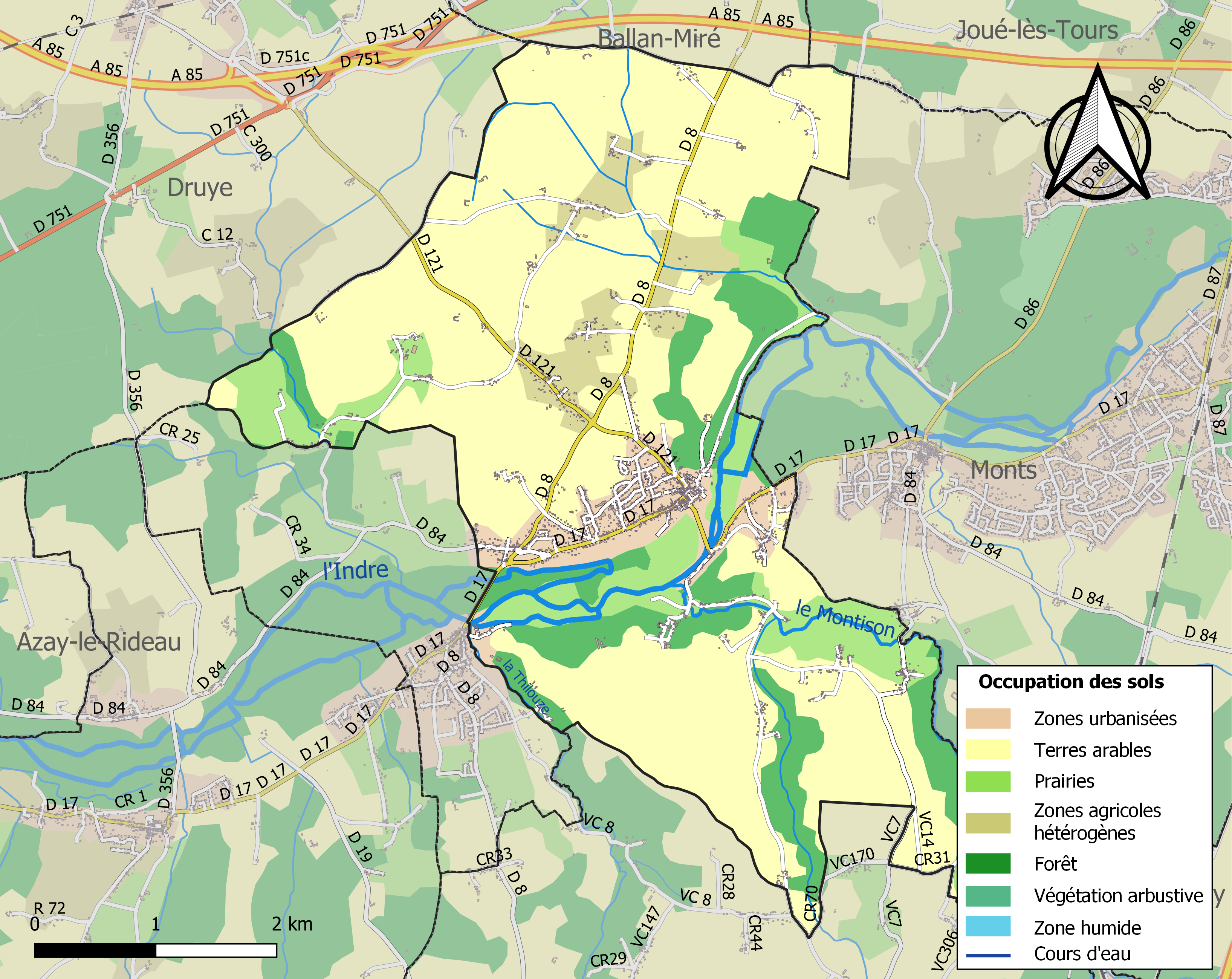
Kaart van de gemeente met belangrijkste infrastructuur, bodemgebruik en omliggende gemeenten

## Demografie
Onderstaande figuur toont het verloop van het inwonertal (bron: INSEE-tellingen).